# Менгоцци-Колонна, Джироламо
Джироламо Менгоцци-Колонна (итал. Gerolamo Mengozzi-Colonna, 1686, Феррара — 27 октября 1774, Венеция) — итальянский живописец, известный своими «квадратурами» — декоративными росписями стен и потолков, создающими иллюзию продолжения архитектуры в воображаемом пространстве.

## Биография
По словам Антонио Мария Дзанетти, историографа венецианской школы, художник был родом из Тиволи, а вторая фамилия — дань уважения благородному семейству Колонна, для которого он работал в Риме в 1720-х годах.
Менгоцци был учеником живописцев-перспективистов Франческо Скала и Антонио Феличе Феррари в Эмилии-Романье. В 1716 году он переехал в Венецию, где начал сотрудничество, продолжавшееся более четырёх десятилетий, с Джованни Баттиста Тьеполо и его сыном Джандоменико. Джироламо Менгоцци жил в основном в Венеции, сначала сотрудничал со своим учителем Феррари, затем выполнил несколько архитектурных орнаментов во Дворце дожей и серию монохромных росписей в церкви Сан-Никола-да-Толентино, демонстрируя свой «перспективный стиль».
Как «квадратурист» (лат. ad quadratum, от ср.-лат. quadratura — придание квадратной формы), он работал над созданием иллюзорных архитектонически-живописных конструкций, в которые затем Тьеполо «вставлял» написанные им фигуры. Название этого рода декоративных росписей происходит от характерных вертикалей и горизонталей архитектурных конструкций, прямоугольных и квадратных проёмов наподобие окон или воображаемых порталов, сквозь которые видны пейзажи, фигуры или сюжетные сцены.
Первым сотрудничеством Менгоцци с Тьеполо были работы по украшению зала на первом этаже виллы Бальони в Массанзаго; росписи представляли Миф о Фаэтоне на стенах и Триумф Авроры на потолке (1719—1720). Среди работ, выполненных совместно с Тьеполо в Венеции: «Апофеоз Святой Терезы» для церкви Санта-Мария-дельи-Скальци (впоследствии художник позаботился и об отделке потолка).
Большую часть времени между 1720 и 1743 годами Менгоцци был членом венецианского братства живописцев (collegio dei pittori di Venezia). В 1724 году прибыл в Рим и поступил в Академию Святого Луки. По возвращении в Венецию в 1727 году он был принят в члены недавно созданной Академии изящных искусств, а к 1766 году стал её профессором.
В 1725—1728 годах он работал с Тьеполо в галерее Архиепископского дворца и в Капелле Святых Таинств в соборе Удине. Эта работа была заказана патриархом Аквилеи Дионисио Дольфино. Фрески Тьеполо «Сон Иакова», «Жертвоприношение Исаака», «Агарь в пустыне», «Рахиль и идолы», «Авраам и ангелы», «Сара и ангел» были выполнены в сотрудничестве с Менгоцци.
В 1754 году Менгоцци завершил архитектурную перспективу для сцен «Апофеоз святых Фаустино, Джовиты, Бенедетто и Сколастики» с фигурами, написанными Джандоменико Тьеполо в церкви Санти Фаустино и Джовита в Брешии. В 1757 году вместе с отцом и сыном Тьеполо он расписывал «квадратурой» стены Виллы Вальмарана-аи-Нани близ Виченцы. Позднее в том же году он сотрудничал со старшим Тьеполо в оформлении интерьеров Ка-Реццонико в Венеции, где Тьеполо и Менгоцци было поручено украсить комнаты для свадьбы Лудовико Реццонико и Фаустины Саворньян. На потолке «Салона аллегории» мы видим супругов на колеснице Аполлона, впереди которой стоит Купидон, с завязанными глазами и окруженный аллегорическими фигурами: три Грации, Слава, Мудрость, несущие знамя с гербами семей Реццонико и Саворньяна.
Между 1760 и 1762 годами Менгоцци и старший Тьеполо сотрудничали в росписи плафона центрального зала виллы Пизани в Стра.
Шедевром художника остаются росписи интерьеров Палаццо Лабиа в Венеции (1746—1747), в особенности Бального зала, или «Салона празднеств» (Salone delle Feste), на тему романтической истории консула Марка Антония и египетской царицы Клеопатры. Композиции «Встреча Антония и Клеопатры», «Пир Клеопатры» и другие написаны Тьеполо вместе с Менгоцци.
Джироламо Менгоцци работал сценографом для театров Сан-Самуэле и Сан-Джованни-Кризостомо (Святого Иоанна Златоуста) в Венеции, создавая композиции, близкие вкусу семьи Галли Бибьена. Он сотрудничал с Маркантонио Франческини в церкви Сан-Франческо д’Ассизи в Турине. В период с 1749 по 1750 год он также создавал декорации для Королевского театра в Турине, работал над украшением загородной резиденции правящей династии Савойского дома Палаццина ди Каччиа в Ступиниджи.
С отъездом Тьеполо в Испанию в 1762 году Менгоцци начал сотрудничество с Якопо Гуараной, учеником Тьеполо. Сын Менгоцци, Агостино (ок. 1725—1792), также стал известным квадратуристом. Среди учеников Менгоцци Старшего был Джованни Джакомо Монти.

## Галерея

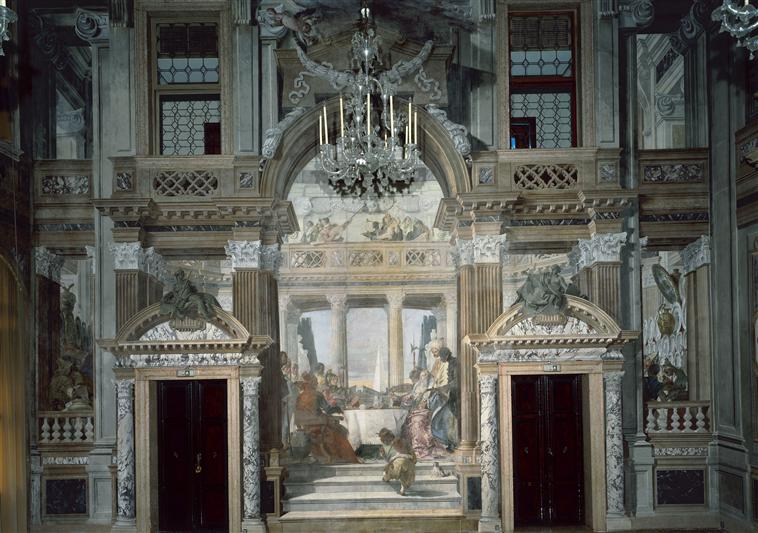
Палаццо Лабиа. Бальный зал (Большой салон). Росписи Дж. Б. Тьеполо и Дж. Менгоцци-Колонна. 1746—1747. Венеция
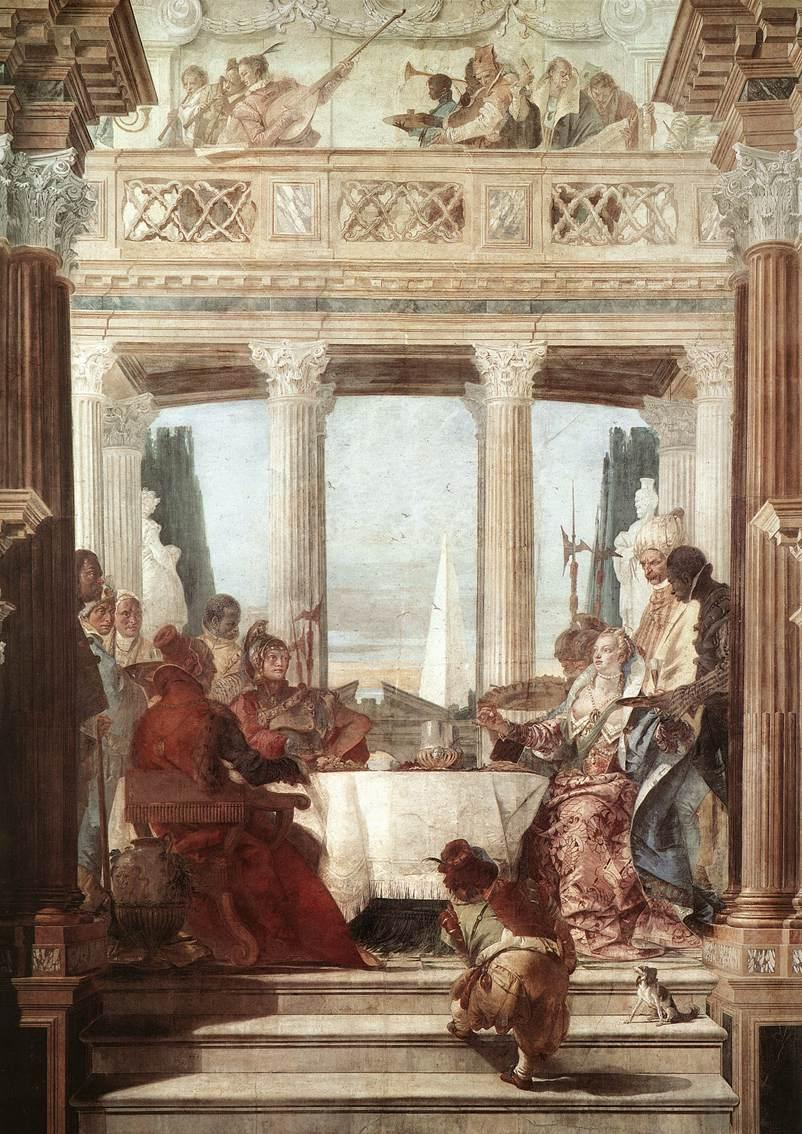
Палаццо Лабиа. Пир Клеопатры. Центральная фреска зала
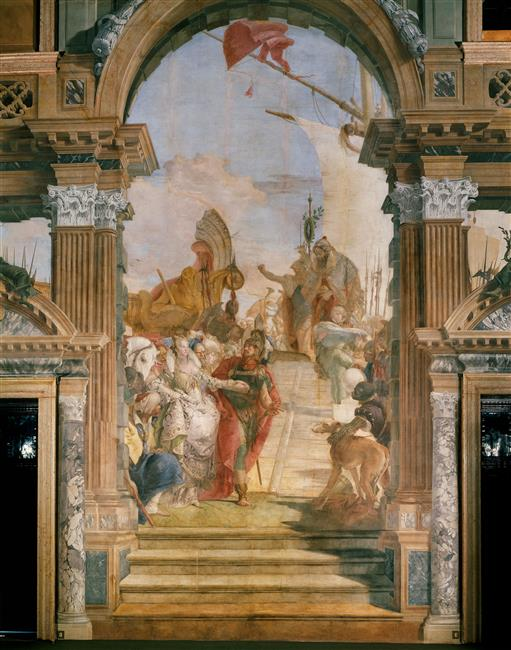
Палаццо Лабиа. Встреча Антония и Клеопатры
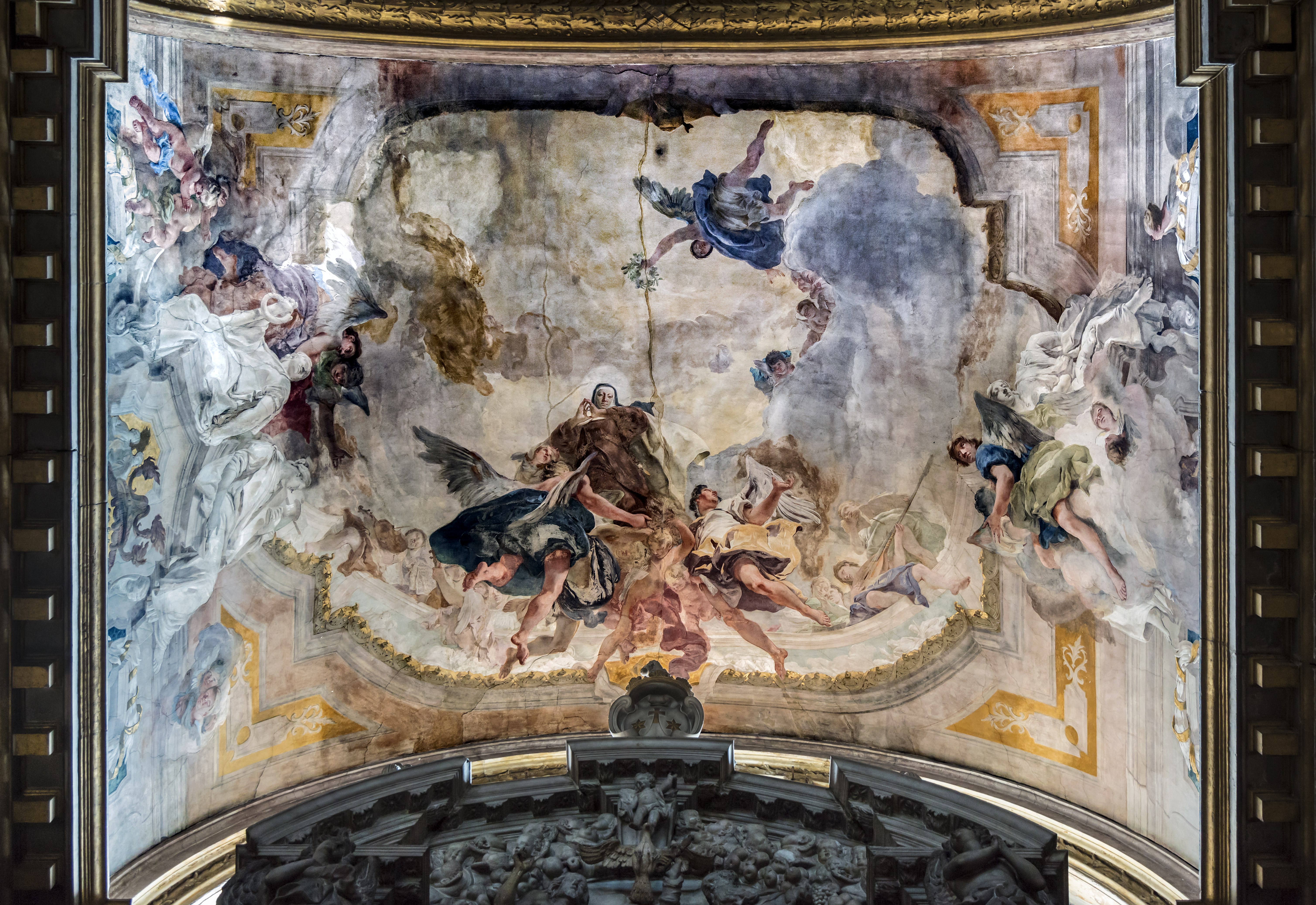
Апофеоз Святой Терезы. 1722—1724. Дж. Б. Тьеполо. Фреска свода Капеллы Руццини церкви Санта-Мария-дельи-Скальци. Венеция
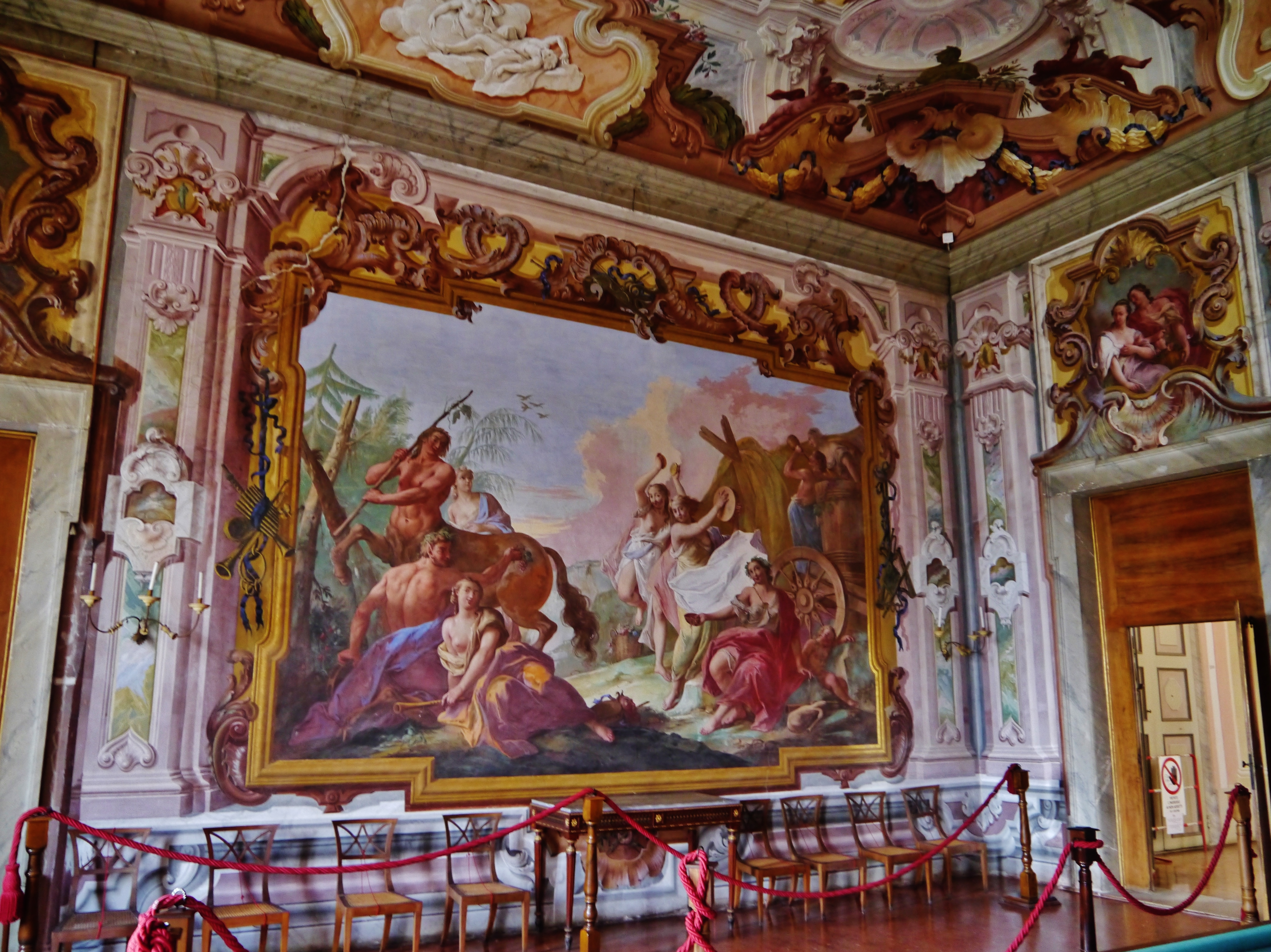
Вилла Пизани в Стра. Интерьер Зала Триумфа Вакха. Росписи Дж. Б. Тьеполо и Дж. Менгоцци-Колонна. 1760—1762
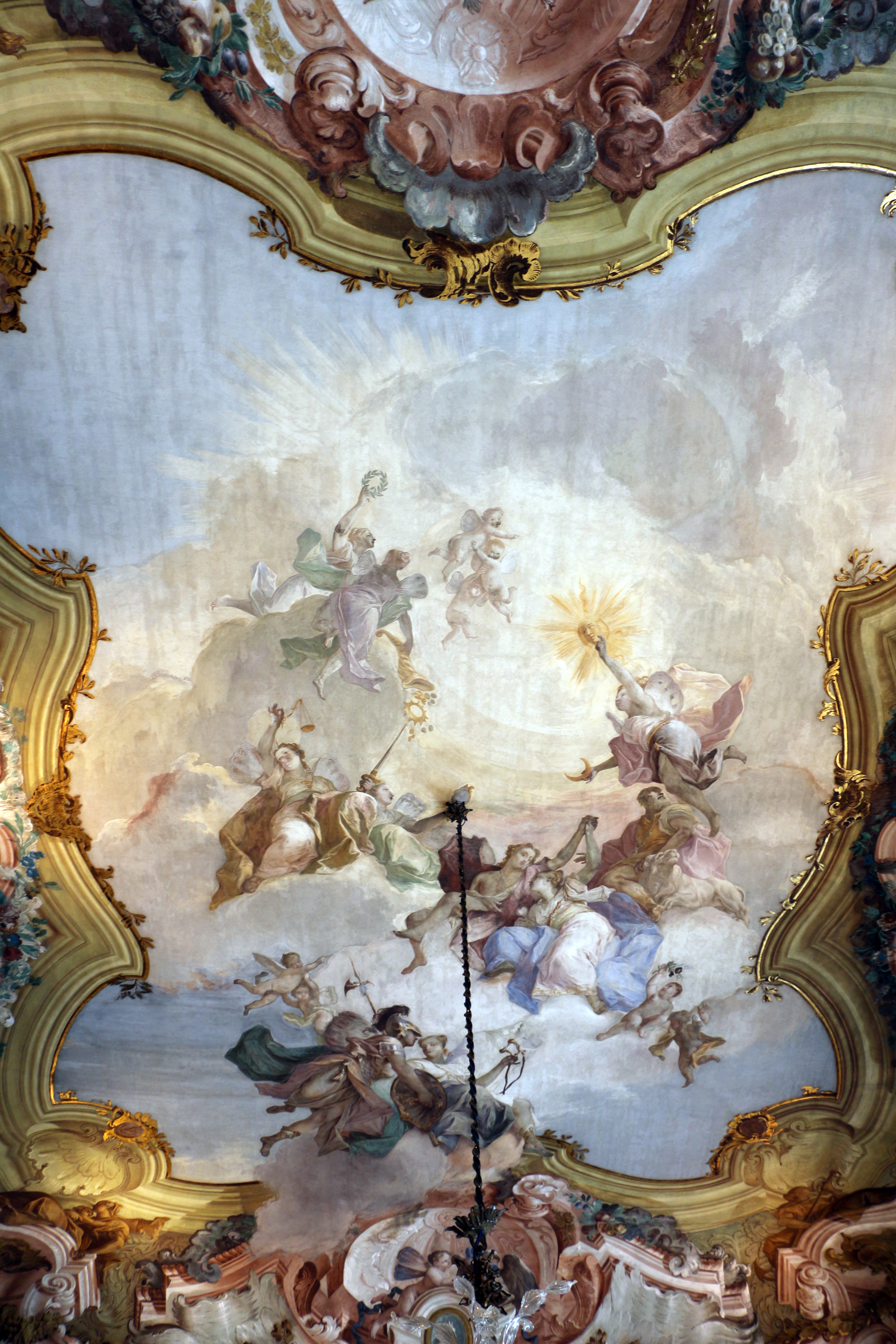
Аллегория Добродетели. Роспись плафона. Я. Гуарана и Дж. Менгоцци-Колонна. Ка-Реццонико, Венеция. 1757